# チャイナ・カップ
チャイナ・カップ（中国杯国际足球锦标赛、China Cup International Football Championship）は、大連万達グループ傘下の万達体育によって中華人民共和国で毎年開催されているサッカー大会である。第1回大会は2017年に、ホスト国の中国代表を含む4つのナショナルチームが参加するシングル・エリミネーション方式トーナメントとして行われた。大会の参加チーム数を8に増やす計画もある。

## 結果
| 年        | 開催地 | 優勝         | 準優勝         | 3位              | 4位              |
| --------- | ------ | ------------ | -------------- | ---------------- | ---------------- |
| 2017 詳細 | 南寧   | · チリ       | · アイスランド | · 中華人民共和国 | · クロアチア     |
| 2018 詳細 | 南寧   | · ウルグアイ | · ウェールズ   | · チェコ         | · 中華人民共和国 |
| 2019 詳細 | 南寧   | · ウルグアイ | · タイ         | · ウズベキスタン | · 中華人民共和国 |